# سیسیلیا ونرستن
سیسیلیا ونرستن (به انگلیسی: Cecilia Vennersten) (زاده ۲۶ سپتامبر ۱۹۷۰) خواننده سوئدی است.